# مسييه 67

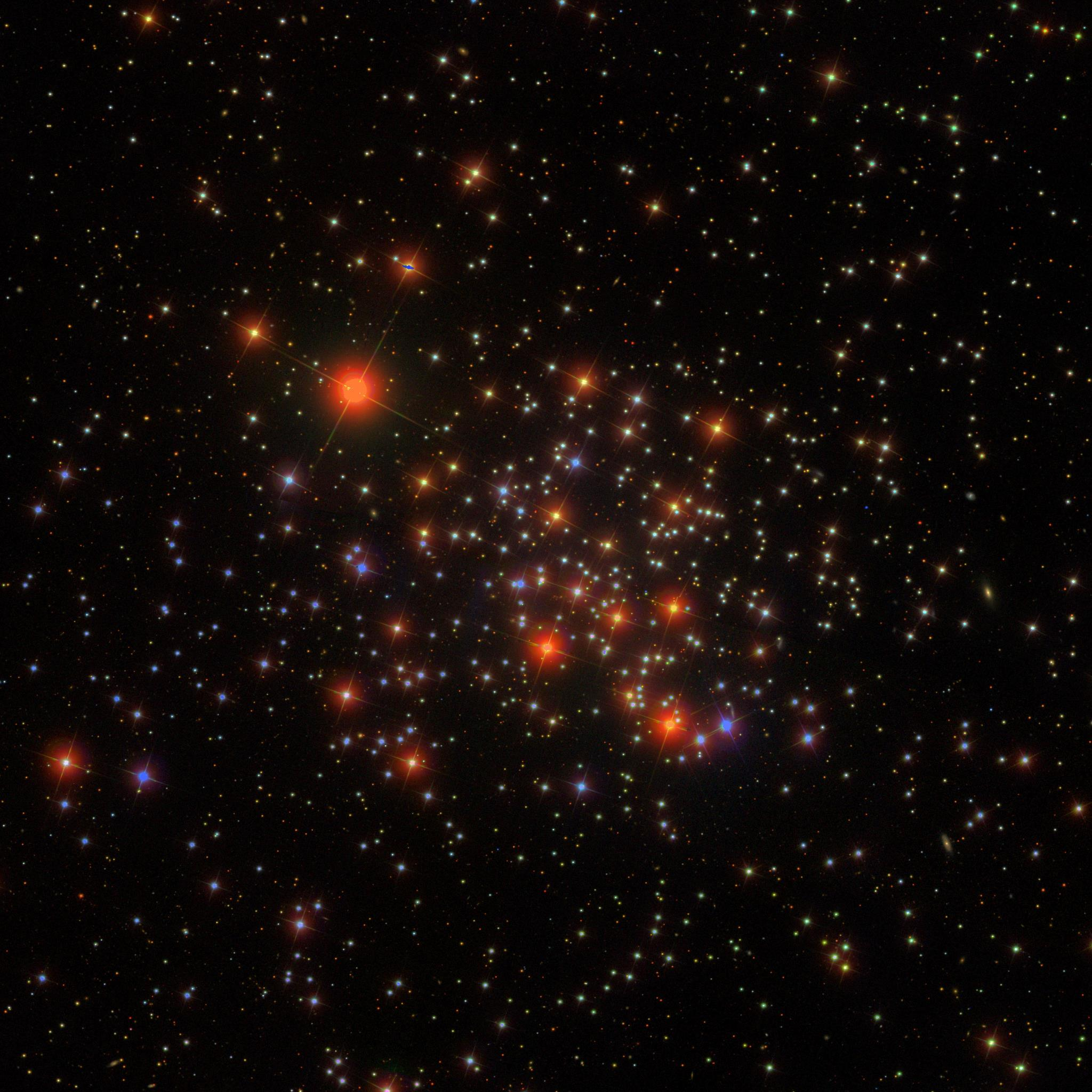

مسييه 67 أو م67 (بالإنجليزية: Messier 67)‏ هو تجمع نجمي مفتوح يوجد في كوكبة السرطان ، برمز له طبقا للفهرس العام الفلكي الجديد NGC 2682 واكتـُشف مسييه 67 عام 1779 . ويتراوح عمره بين 2و3 إلى 5 مليارات  سنة ، كما يعطيه البحث الحديث عمرا نحو 4 مليارات سنة ، وعلى ذلك يكون عمر ذلك التجمع أقل قليلا عن عمر الشمس الذي يقدر ب 5و4 - 5 مليارات سنة.
وتعتبر أهمية التجمع مسييه 67 انه حقل لدراسة تطور النجوم حيث تبعد نجومه عن بعضها بمسافات تكاد أن تكون متساوية .
ومسييه 67 من أكثر التجمعات النجمية التي تعرضت للدراسة الدقيقة ، وقد عرفنا الكثير عن عمره وكتلته وعدد نجومه ذات الأصناف المختلفة . وقد قدر عمره ب 4 مليارات سنة وكتلته 1080 كتلة شمسية ويوجد به عدد من الأقزام البيضاء تصل إلى نحو 150 بقزم أبيض. أما العالم كريستوفر توت فيقدر كتلة التجمع بنحو 1400 ضعفا لكتلة الشمس وأن كتلتها في البدء كانت 10 أضعاف الكتلة الحالية.

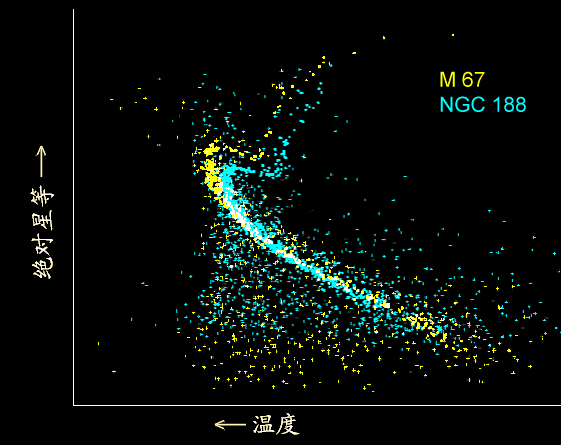
مسييه 67

ويحتوي التجمع مسييه 67 على نحو 100 نجم في حجم الشمس ، وذلك من مجموع كلي لنجومة المقدرة بنحو 500 نجم . ولا يحتوي التجمع على نجوم من التصنيف الصيفي F في سلسلته الرئيسية ماعدا بعض النجوم الزرقاء حيث أن نجوم ذلك العمر قد تغير سطوعها وخرج من حيز السلسلة الرئيسية. وعند القيام بتوزيع النجوم على الرسم البياني لهرتزشبرونج-راسل نجدها منحازة في اتجاه العمالقة الحمراء. وكلما تقدم التجمع في العمر انحازت النجوم إلى أسفل السلسلة الرئيسية.

## اقرأ أيضا
- مجرة دولاب الهواء
- مسييه 83
- تجمع نجمي مفتوح
- تجمع نجمي مغلق
- مجرة حلزونية
- نجم
- مجرة
- قزم أبيض
- عملاق أحمر
- الانفجار العظيم
- خط زمني للانفجار العظيم
- ثقب أسود
- نجم نيوتروني

## وصلات خارجية
- موقع الكون

1. 1 2 3 4  "Messier 67". اطلع عليه بتاريخ 2018-01-05.
2. ↑  مذكور في: فيزير. لغة العمل أو لغة الاسم: الإنجليزية.
3. ↑  "Abundances of red giants in old open clusters. V. Be 31, Be 32, Be 39, M 67, NGC 188, and NGC 1193". المجلة الفلكية: 1942–1967. 2010. DOI:10.1088/0004-6256/139/5/1942.
4. ↑  "Integrated parameters of star clusters: a comparison of theory and observations". Monthly Notices of the Royal Astronomical Society (بالإنجليزية): 1491–1506. 2010. DOI:10.1111/J.1365-2966.2009.16213.X.
5. 1 2 3 4 5 6  Stefano Bertone (Aug 2018). "Gaia Data Release 2. Observational Hertzsprung-Russell diagrams". مجلة علم الفلك والفيزياء الفلكية (بالإنجليزية). DOI:10.1051/0004-6361/201832843.
6. ↑  مذكور في: سيمباد.
7. ↑  Veronica Roccatagliata (Oct 2018). "The Gaia-ESO Survey: The N/O abundance ratio in the Milky Way". مجلة علم الفلك والفيزياء الفلكية (بالإنجليزية): 102–102. DOI:10.1051/0004-6361/201833224.
8. 1 2 3  "Blue Stragglers in Galactic Open Clusters and Integrated Spectral Energy Distributions". المجلة الفيزيائية الفلكية (بالإنجليزية) (2): 824–838. Feb 2005. DOI:10.1086/426681.
9. ↑  cgi-bin/nph-iarticle_query?bibcode=1984AJ.....89..487J&db_key=AST&page_ind=0&data_type=GIF&type=SCREEN_VIEW&classic=YES The Giant Branch of the Old Open Cluster M67, Kenneth A. Janes and Graeme H. Smith, The Astronomical Journal, v.89 pp. 487-495 نسخة محفوظة 28 أكتوبر 2017 على موقع واي باك مشين.